# Канзас
Канзас (англ. Kansas) — штат у США; 213,1 тис. км², 2,5 млн мешканців; столиця Топіка, головні міста: Канзас-Сіті, Вічита. Великі Рівнини, на заході передгір'я Скелястих гір; вирощування пшениці, кукурудзи; розведення худоби; видобуток нафти, природного газу; харчова, авіаційна промисловість.
На честь штату названо астероїд 3124 Канзас.

## Історія
У 1541 році в межах майбутнього штату Канзас з'явився іспанський конкістадор Франсиско Васкес де Коронадо, який безуспішно шукав в цих краях міфічні «сім лузітанських міст».

## Географія і клімат

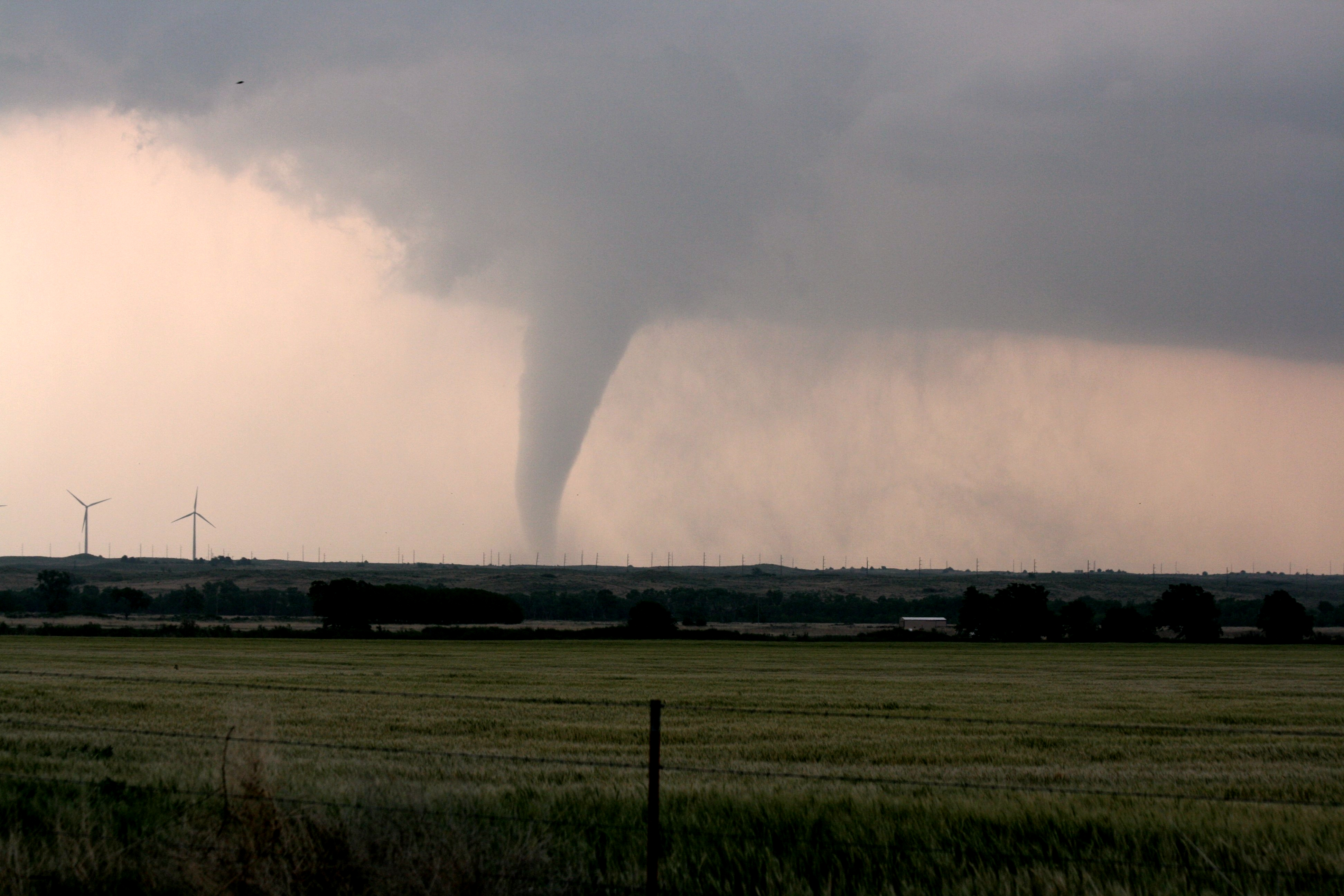
Смерчі в Канзасі — звичайне явище

## Економіка
ВНП (на душу населення): $35,013 (2008).
Промисловість: авіаційна (літакобудування), машинобудування (транспортне обладнання), нафто- і газодобування, нафтопереробна, гірничодобувна, харчова (м'ясоконсервна, мукомельна), видавнича, хімічна та легка.
Сільське господарство: скотарство (велика рогата худоба, свинарство); рослинництво (пшениця, кукурудза, сорго, люцерна, овес, соя, бавовна), м'ясо-молочне виробництво.
Сфера послуг: туризм, фінансові послуги, торгівля.

## Мовний склад населення (2010)[Архівовано1 грудня 2007 уWayback Machine.]
| Мови        | Частка людей старше 5 років, % |
| ----------- | ------------------------------ |
| Англійська  | 89,48                          |
| Іспанська   | 7,01                           |
| Німецька    | 0,53                           |
| В'єтнамська | 0,40                           |
| Китайська   | 0,28                           |
| Французька  | 0,20                           |
| Лаоська     | 0,19                           |
| Тагальська  | 0,13                           |
| Корейська   | 0,13                           |
| Арабська    | 0,11                           |
| інші        | 1,54                           |